# Plasencia de Jalón
Plasencia de Jalón est une commune d’Espagne, dans la province de Saragosse, communauté autonome d'Aragon. Elle appartient à la comarque de Valdejalón.